# Collegio elettorale di Canelli (Camera dei deputati)
Il collegio di Canelli fu un collegio elettorale uninominale della Repubblica Italiana per l'elezione della Camera dei deputati. Apparteneva alla Circoscrizione Piemonte 2 e fu utilizzato per eleggere un deputato nella XII, XIII e XIV legislatura.
Venne istituito nel 1993 con la cosiddetta Legge Mattarella (Legge n. 277, Nuove norme per l'elezione della Camera dei deputati), attuata in seguito al referendum abrogativo del 1993. La legge istituì per la Camera dei deputati e per il Senato della Repubblica un sistema di elezione misto, in parte maggioritario e in parte proporzionale. Il 75% dei parlamentari dell'assemblea veniva eletto in collegi uninominali tramite sistema maggioritario a turno unico; il restante 25% alla Camera veniva eletto tramite sistema proporzionale con liste bloccate.
Il collegio venne abolito insieme a tutti gli altri che costituivano la Camera con la promulgazione della legge elettorale successiva, la cosiddetta Legge Calderoli. Questa prevedeva un sistema proporzionale con premio di maggioranza, che alla Camera veniva attribuito a livello nazionale.

## Territorio
Il collegio di Canelli era uno dei 36 collegi uninominali in cui era suddiviso il Piemonte e, come previsto dal D.Lgs. del 20 dicembre 1993 n. 536, era compreso nelle provincie di Asti e Cuneo e comprendeva i seguenti comuni: Agliano Terme, Antignano, Azzano d'Asti, Belveglio, Bergolo, Bosia, Bruno, Bubbio, Calamandrana, Calosso, Camo, Canelli, Cassinasco, Castagnole delle Lanze, Castel Boglione, Castel Rocchero, Castelletto Molina, Castelletto Uzzone, Castellinaldo, Castello di Annone, Castelnuovo Belbo, Castelnuovo Calcea, Castiglione Tinella, Castino, Cellarengo, Celle Enomondo, Cerro Tanaro, Cessole, Cisterna d'Asti, Coazzolo, Cortiglione, Cossano Belbo Costigliole d'Asti, Dusino San Michele, Feisoglio, Ferrere, Fontanile, Gorzegno, Govone, Incisa Scapaccino, Isola d'Asti, Levice, Loazzolo, Mango, Maranzana, Moasca, Mombaldone, Mombaruzzo, Mombercelli, Monastero Bormida, Mongardino, Montabone, Montaldo Scarampi, Montegrosso d'Asti, Neive, Niella Belbo, Nizza Monferrato, Olmo Gentile, Perletto, Quaranti, Revigliasco d'Asti, Rocca d'Arazzo, Roccaverano, Rocchetta Belbo, Rocchetta Palafea, Rocchetta Tanaro, San Damiano d'Asti, San Giorgio Scarampi, San Martino Alfieri, San Marzano Oliveto, San Paolo Solbrito, Santo Stefano Belbo, Serole, Sessame, Torre Bormida, Vaglio Serra, Valfenera, Vesime, Vigliano d'Asti, Villanova d'Asti e Vinchio.

## Eletti
| Elezione | Elezione                | Deputato                | Partito                  |
| -------- | ----------------------- | ----------------------- | ------------------------ |
|          | 1994                    | Paolo Franzini Tibaldeo | Polo delle Libertà (LN)  |
|          | 1996                    | Maria Teresa Armosino   | Polo per le Libertà (FI) |
| 2001     | Casa delle Libertà (FI) | Maria Teresa Armosino   |                          |

## Dati elettorali

### XII legislatura

#### Risultati proporzionale
| Coalizioni        | Coalizioni         | Liste                           | Liste                              | Voti   | %     |
| ----------------- | ------------------ | ------------------------------- | ---------------------------------- | ------ | ----- |
|                   | Polo delle Libertà |                                 | Forza Italia                       | 18.678 | 24,52 |
|                   | Polo delle Libertà | Lega Nord                       | 18.441                             | 24,21  |       |
| Totale Coalizione | Totale Coalizione  | 37.119                          | 48,73                              |        |       |
|                   | Progressisti       |                                 | Partito Democratico della Sinistra | 6.649  | 8,79  |
|                   | Progressisti       | Rifondazione Comunista          | 4.489                              | 5,89   |       |
|                   | Progressisti       | Federazione dei Verdi           | 2.272                              | 2,98   |       |
|                   | Progressisti       | La Rete - Movimento Democratico | 1.409                              | 1,85   |       |
|                   | Progressisti       | Alleanza Democratica            | 1.122                              | 1,47   |       |
|                   | Progressisti       | Partito Socialista Italiano     | 1.112                              | 1,46   |       |
| Totale coalizione | Totale coalizione  | 17.053                          | 22,44                              |        |       |
|                   | Patto per l'Italia |                                 | Partito Popolare Italiano          | 12.668 | 16,63 |
|                   | Alleanza Nazionale | Alleanza Nazionale              | Alleanza Nazionale                 | 5.331  | 7,00  |
|                   | Lista Pannella     | Lista Pannella                  | Lista Pannella                     | 3.991  | 5,24  |
| Totale            | Totale             | Totale                          | Totale                             | 76.162 |       |

#### Risultati uninominale
|                               | Paolo Franzini Tibaldeo ✔️ Eletto | Polo delle Libertà (FI - LN - CCD - UDC) | 34 640 | 45,50 |  |  |  |  |  |
|                               | Giovanni Borriero                 | Patto per l'Italia                       | 15 558 | 20,44 |  |  |  |  |  |
|                               | Angioletta Piera Gatti            | Progressisti                             | 15 281 | 20,07 |  |  |  |  |  |
|                               | Giovanna Balestrino               | Alleanza Nazionale                       | 6 563  | 8,62  |  |  |  |  |  |
|                               | Giuseppe Carlo De Paolini         | Lista Marco Pannella - Riformatori       | 4 087  | 5,37  |  |  |  |  |  |
| Totale                        | Totale                            | Totale                                   | 76 129 | 100   |  |  |  |  |  |
|                               |                                   |                                          |        |       |  |  |  |  |  |
| Fonte: Ministero dell'interno |                                   |                                          |        |       |  |  |  |  |  |

### XIII legislatura

#### Risultati proporzionale
| Coalizioni        | Coalizioni              | Liste                                     | Liste                              | Voti   | %     |
| ----------------- | ----------------------- | ----------------------------------------- | ---------------------------------- | ------ | ----- |
|                   | Polo per le Libertà     |                                           | Forza Italia                       | 17.391 | 23,73 |
|                   | Polo per le Libertà     | Alleanza Nazionale                        | 6.784                              | 9,26   |       |
|                   | Polo per le Libertà     | CCD-CDU                                   | 4.950                              | 6,75   |       |
| Totale coalizione | Totale coalizione       | 29.125                                    | 39,74                              |        |       |
|                   | Lega Nord               | Lega Nord                                 | Lega Nord                          | 22.002 | 30,02 |
|                   | L'Ulivo                 |                                           | Partito Democratico della Sinistra | 7.749  | 10,57 |
|                   | L'Ulivo                 | Popolari per Prodi (PPI-SVP-PRI-UD-Prodi) | 5.289                              | 7,22   |       |
|                   | L'Ulivo                 | Federazione dei Verdi                     | 1.820                              | 2,48   |       |
| Totale coalizione | Totale coalizione       | 14.858                                    | 20,47                              |        |       |
|                   | Progressisti            |                                           | Rifondazione Comunista             | 5.212  | 7,11  |
|                   | Lista Pannella - Sgarbi | Lista Pannella - Sgarbi                   | Lista Pannella - Sgarbi            | 1.748  | 2,39  |
|                   | Mani Pulite             | Mani Pulite                               | Mani Pulite                        | 335    | 0,46  |
| Totale            | Totale                  | Totale                                    | Totale                             | 73.280 |       |

#### Risultati uninominale
|                               | Maria Teresa Armosino ✔️ Eletta | Polo per le Libertà | 26 015 | 35,25 |  |  |  |  |  |
|                               | Secondo Scanavino               | L'Ulivo             | 25 158 | 34,09 |  |  |  |  |  |
|                               | Paolo Franzini Tibaldeo         | Lega Nord           | 22 620 | 30,65 |  |  |  |  |  |
| Totale                        | Totale                          | Totale              | 73 793 | 100   |  |  |  |  |  |
|                               |                                 |                     |        |       |  |  |  |  |  |
| Fonte: Ministero dell'interno |                                 |                     |        |       |  |  |  |  |  |

### XIV legislatura

#### Risultati proporzionale
| Coalizioni        | Coalizioni              | Liste                   | Liste                                 | Voti   | %     |
| ----------------- | ----------------------- | ----------------------- | ------------------------------------- | ------ | ----- |
|                   | Casa delle Libertà      |                         | Forza Italia                          | 25.198 | 35,37 |
|                   | Casa delle Libertà      | Lega Nord               | 6.719                                 | 9,43   |       |
|                   | Casa delle Libertà      | Alleanza Nazionale      | 5.945                                 | 8,35   |       |
|                   | Casa delle Libertà      | CCD-CDU                 | 2.891                                 | 4,06   |       |
|                   | Casa delle Libertà      | Nuovo PSI               | 394                                   | 0,55   |       |
| Totale coalizione | Totale coalizione       | 41.147                  | 57,76                                 |        |       |
|                   | L'Ulivo                 |                         | La Margherita (Dem - PPI - RI- UDEUR) | 9.780  | 13,73 |
|                   | L'Ulivo                 | Democratici di Sinistra | 7.314                                 | 10,27  |       |
|                   | L'Ulivo                 | Comunisti Italiani      | 1.669                                 | 2,34   |       |
|                   | L'Ulivo                 | Il Girasole (FdV - SDI) | 1.406                                 | 1,97   |       |
| Totale coalizione | Totale coalizione       | 20.169                  | 28,31                                 |        |       |
|                   | Lista Di Pietro         | Lista Di Pietro         | Lista Di Pietro                       | 2.764  | 3,88  |
|                   | Lista Pannella - Bonino | Lista Pannella - Bonino | Lista Pannella - Bonino               | 2.615  | 3,67  |
|                   | Rifondazione Comunista  | Rifondazione Comunista  | Rifondazione Comunista                | 2.376  | 3,34  |
|                   | Democrazia Europea      | Democrazia Europea      | Democrazia Europea                    | 1.583  | 2,22  |
|                   | Fiamma Tricolore        | Fiamma Tricolore        | Fiamma Tricolore                      | 508    | 0,71  |
|                   | Abolizione scorporo     | Abolizione scorporo     | Abolizione scorporo                   | 76     | 0,11  |
| Totale            | Totale                  | Totale                  | Totale                                | 71.238 |       |

#### Risultati uninominale
|                               | Maria Teresa Armosino ✔️ Eletta | Casa delle Libertà | 39 560 | 55,32 |  |  |  |  |  |
|                               | Francesco Luigi Porcellana      | L'Ulivo            | 29 074 | 40,66 |  |  |  |  |  |
|                               | Giuseppe Andreis                | Democrazia Europea | 2 871  | 4,02  |  |  |  |  |  |
| Totale                        | Totale                          | Totale             | 71 505 | 100   |  |  |  |  |  |
|                               |                                 |                    |        |       |  |  |  |  |  |
| Fonte: Ministero dell'interno |                                 |                    |        |       |  |  |  |  |  |